# Monica Hult Södergren
Monica Hult Södergren, folkbokförd Monika Desiré Södergren, ogift Hult, född 14 juni 1938 i Hults församling i Jönköpings län, död 27 november 2011 i Jönköpings Sofia-Järstorps församling, var en svensk textilkonstnär. Hon inriktade sig särskilt på sakrala miljöer och andra offentliga platser.

## Biografi
Monica Hult Södergren föddes i kyrkskolan i Hult och var dotter till kantor Rudolf Hult och Margareta, ogift Söderbäck. Efter realexamen i Eksjö och studentexamen i Linköping 1958 gick hon på Konstfackskolan med HKS i Stockholm 1960–1965. På 1990-talet förkovrade hon sig ytterligare, då hon 1995 gick både glaskurs och gjutkurs samt 1998 läste vid Ljushögskolan i Jönköping.
Med inspiration från den småländska landsbygden och dess natur skapade hon färgrika verk vävda i gobelängteknik med effekter i snärj- och rya-kypertteknik, men också applikationer med broderi. Hult Södergren utförde vävnader i näver och tagel samt ull- och lingarner, ofta i form av veckade reliefer eller formationer. Andra tekniker hon använde sig av var akvareller, plexiglas, järnplåt och handtuffteknik. Hon finns representerad på ett flertal platser och gjorde också ett stort antal offentliga utsmyckningar.
Monica Hult Södergren var från 1962 gift med revisor Bengt Södergren (född 1933); tillsammans fick de döttrarna Hanna (född 1965) och Sofia (född 1968).

## Representation i urval
- Statens Konstråd.[4]
- Jönköpings läns museum[3]
- Tändsticksmuseet i Jönköping[3]
- Östergötlands landsting, Jönköpings läns landsting, Södermanlands landsting och Blekinge läns landsting.[4]
- Linköpings kommun, Motala kommun, Jönköpings kommun, Eksjö kommun, Nässjö kommun, Värnamo kommun och Färgelanda kommun.[4]

## Offentliga utsmyckningar i urval
- Linköping: Östgötabanken, Berga kyrka, Tannefors kyrka, Aspens åldringscenter, Kvarnbacken ålderdomshem och Ungdomsbyrån.[4]
- Jönköping: Skogsstyrelsen, Lantbruksstyrelsen, Domstolsverket, Södra Vätterbygdens Folkhögskola, Immanuelskyrkan, Lindgården, Dalviksskolan, Rosenlundsskolan, Sandagymnasiet, Östra Klinikerna och Västra Klinikerna.[4]
- Tranås: Jönköpings Läns Sparbanks områdeskontor.[4]
- Eksjö: Kirurgmottagningen och Mariebergs ålderdomshem.[4]
- Värnamo: Kirurgen och psykvårdavdelningen, Värnamo sjukhus.[4]
- Övriga: Vårdcentralen i Gislaved, Jättunahemmet i Flen, Tingsryds ålderdomshem, Östra Ny kyrka i Vikbolandet samt Rådhuset i Roskilde.[4]

## Utmärkelser och stipendier i urval
- 1970 – Jönköpings läns landstings kulturstipendium[3]
- 1975 – Jönköpings kommuns kulturstipendium[3]
- 1975 – Linköpings kommuns kulturstipendium[3]